# Etiuda op. 25 nr 4 (Chopin)

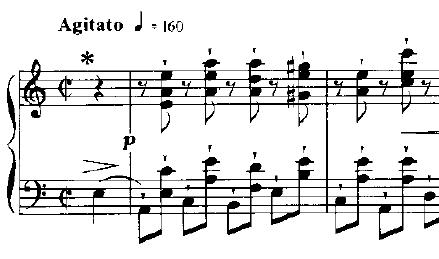
Początek Etiudy

Etiuda a-moll op. 25 nr 4 – czwarta z drugiego zbioru Etiud Fryderyka Chopina. Została skomponowana na fortepian. Dedykowana hr. Marii d'Agoult, kochance Liszta (à Madame la Comtesse d'Agoult), jak całe opus 25.